# Hung Up
«Hung Up» es una canción de la artista estadounidense Madonna. Fue escrita y producida por ella, en colaboración con Stuart Price, y publicada como el primer sencillo de su décimo álbum de estudio, Confessions on a Dance Floor. Inicialmente usada en varios programas y comerciales de televisión, la canción fue lanzada el 17 de octubre de 2005, siendo el primer tema de Madonna disponible para descargarse en iTunes. También apareció en su álbum recopilatorio de 2009, Celebration.
«Hung Up» contiene un sample de «Gimme! Gimme! Gimme! (A Man After Midnight)», el éxito del grupo pop ABBA, para el cual Madonna personalmente pidió permiso para su uso a los compositores Benny Andersson y Björn Ulvaeus. Musicalmente, está influenciada en el pop de los años 1970, con un ritmo y un estribillo potentes y el sonido de las manecillas del reloj de fondo, que simbolizan el miedo a perder el tiempo. La letra está escrita como una típica canción dance y habla sobre una mujer fuerte e independiente que ha sufrido  problemas en sus relaciones.
Madonna ha interpretado el tema en varios espectáculos en directo, incluyendo sus giras mundiales Confessions Tour de 2006, Sticky & Sweet Tour de 2008 y The MDNA Tour de 2012. El video musical hecho para el sencillo es un tributo a John Travolta, sus películas y sus bailes en general. Dirigido por Johan Renck, el video empieza con Madonna vestida con un leotardo rosa y bailando sola en un estudio de ballet, y termina en un salón de arcade donde celebra con sus bailarines acompañantes.
«Hung Up» recibió la apreciación crítica de los profesionales de la música, quienes sugirieron que el tema debería restaurar la popularidad de la cantante, que había disminuido tras el lanzamiento del álbum American Life. Los críticos opinaron que era su mejor tema dance hasta el momento y lo compararon favorablemente con otras pistas de Madonna en el mismo género. También felicitaron la sincronización efectiva del sample de ABBA con la canción en sí. «Hung Up» se convirtió en un éxito comercial en todo el mundo, alcanzando la cima de las listas de popularidad de 41 países, por lo que ganó un lugar en el Libro Guinness de los Récords. En los Estados Unidos se convirtió en el 36.º sencillo de Madonna en alcanzar el top 10, empatando el récord de Elvis Presley. También se convirtió en la canción dance más exitosa de la década en ese país. Gracias a esto, «Hung Up» permanece como uno de los sencillos más vendidos de todos los tiempos, con ventas que superan los nueve millones de ejemplares.

## Antecedentes y lanzamiento
La era disco de los años 1970, notablemente por ABBA, Giorgio Moroder y la película Saturday Night Fever (1977), inspiró a «Hung Up». Madonna la imaginó como una cruza entre la música que tocaban en Danceteria, la discoteca de Nueva York que frecuentaba cuando era joven, y la música de ABBA. Su éxito de 1979, «Gimme! Gimme! Gimme! (A Man After Midnight)», formó la base de la melodía. Los compositores Benny Andersson y Björn Ulvaeus generalmente no permiten el sampling de ninguno de sus temas, siendo la única excepción los Fugees, quienes utilizaron parte de la melodía de «The Name of the Game» para su sencillo «Rumble in the Jungle». Con el fin de obtener los permisos para utilizar la pista de «Gimme! Gimme! Gimme!», Madonna tuvo que enviar un emisario a Estocolmo con una carta en la cual les pedía permiso para el sampling de la canción, además de decirles cuánto amaba su música. Madonna le explicó a la BBC: «ellos nunca dejan que nadie utilice su música. Gracias a Dios que no dijeron que no. [...] Tuvieron que pensarlo, Benny y Björn. No dijeron que sí inmediatamente». El dúo le permitió utilizar el sample tras la firma de un acuerdo sobre los derechos de autor, en el cual se les otorgaba un porcentaje significativo de las regalías de las ventas y las transmisiones subsecuentes. Andersson, en una entrevista con The Daily Telegraph en octubre de 2005, declaró que «Gimme! Gimme! Gimme!» era la esencia de «Hung Up», mientras bromeaba sobre por qué esta era su nueva canción favorita de Madonna. También dijo:

«Recibimos muchas propuestas de gente que quiere utilizar nuestras pistas pero normalmente decimos "no". Esta es apenas la segunda vez que damos nuestro permiso. Dijimos "sí" esta vez porque admiramos mucho a Madonna y siempre lo hemos hecho. Ella tiene agallas y ha estado ahí por 21 años. Eso no está mal».

Un fragmento de «Hung Up» se estrenó en septiembre de 2005, durante un comercial de televisión para el teléfono móvil ROKR compatible con iTunes de Motorola. El anuncio mostraba a Madonna y otros artistas atrapados dentro de una cabina telefónica. El 17 de octubre de 2005, la canción se estrenó totalmente durante una entrevista en directo con Ryan Seacrest. El mismo día se puso a la venta como ringtone a través de varios proveedores de servicios de telefonía móvil. También se añadió como banda sonora de episodios de CSI: Miami y CSI: NY el 7 y 9 de noviembre de 2005, respectivamente. Mientras promovía Confessions on a Dance Floor, Madonna interpretó «Hung Up» y el siguiente sencillo «Sorry» en el club Luke & Leroy's en Greenwich Village, donde fue invitada por Junior Sánchez a subirse al escenario junto al DJ para mezclar las dos canciones. Con respecto a la decisión de lanzar su sencillo en iTunes, Madonna dijo: «Soy una empresaria. La industria musical ha cambiado. Hay mucha competencia, y el mercado está repleto de lanzamientos nuevos — y nuevos "de estos y de aquellos". Debes unir fuerzas con otras marcas y corporaciones. Eres un idiota si no lo haces».

## Estructura musical y letra

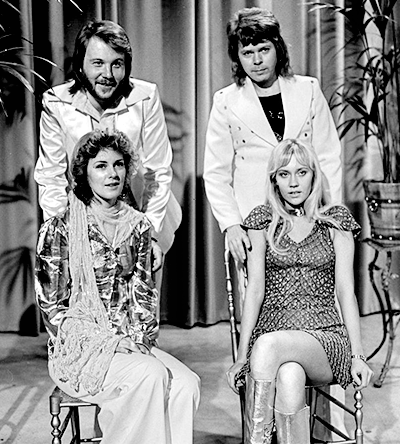
«Hung Up» incorpora un sample del tema «Gimme! Gimme! Gimme! (A Man After Midnight)» del grupo ABBA

Musicalmente, «Hung Up» intenta revivir el pop de la década de 1970. De acuerdo a The New York Times, el tema tiene «ciertos hooks vagamente familiares, arreglos sostenidos de guitarra superpuestos y una guitarra acústica que envuelve la música para crear un sonido casi confuso». Billboard describió la melodía como «espumosa, sin sentido y jubilosa. Stuart Price y Madonna cambian la familiaridad instantánea del sample al añadir un groove y un estribillo potente, que se singulariza como una canción independiente». Además del sample de ABBA, Rolling Stone dijo que también incorpora otros temas de Madonna como «Like a Prayer» y «Holiday» e incluye referencias rápidas de bandas como SOS y Tom Tom Club. La pista está compuesta en un compás de 4/4 y en la tonalidad de re menor, donde la voz de Madonna abarca un rango que va de sol3 a si♭4. Tiene un tempo moderado con un ritmo dance y corre a 120 pulsaciones por minuto. La melodía progresa con el acorde re–fa–la menor–re–re–fa–la menor–re en el primer verso y cambia a si♭–fa–la menor–re–si♭–fa–la menor–re para el segundo verso. «Hung Up» utiliza el sonido de las manecillas del reloj para simbolizar el miedo a perder el tiempo, el cual fue incorporado por Price de la remezcla de «What You Waiting For?», de Gwen Stefani. De acuerdo a Slant Magazine, el sencillo «alude a algunos de los éxitos anteriores de Madonna, incorporándolos en las vocales agudas de la canción mientras se presenta un cambio de tonalidad arquetípico durante el puente».
Líricamente está escrita desde la perspectiva de una mujer que alguna vez no tenía nada, y el tema se centra en el amor. About.com comparó la letra de «Hung Up» y de «I Love New York» —otro tema de Confessions on a Dance Floor— con el estilo de las pistas en el álbum American Life. De acuerdo a About.com, el tema está escrito como una típica canción dance cuya base son los problemas en las relaciones. En la letra también se hace referencia a la imagen perdurable de Madonna como una mujer fuerte e independiente.

## Video musical
Originalmente, el video de «Hung Up» iba a ser dirigido por el fotógrafo David LaChapelle. LaChapelle planeaba darle un formato con estilo «documental», parecido a lo que había hecho ese mismo año con su película Rize, en donde aparecían cinco de los bailarines que participaron en el montaje de «Hung Up». LaChapelle y Madonna no estuvieron de acuerdo con el concepto, por lo que el proyecto fue reasignado a Johan Renck, quien previamente había trabajado con la cantante para el clip de «Nothing Really Matters». De acuerdo a una entrevista con MTV, Renck se encontraba dirigiendo a Kate Moss para un comercial de H&M cuando recibió una llamada telefónica de Madonna. Al día siguiente viajó a Los Ángeles para reunirse con el estilista y el coreógrafo de la intérprete, quienes le brindaron algunas ideas para el proyecto.

«Me gustó algo que no tuviéramos tiempo de sobre-pensar esto y ser demasiado astutos, [...] me gusta estar cerca del límite y no saber qué estamos haciendo ni por qué. Sólo lidiar con ello, el alboroto, ¿sabes?» – Johan Renck.

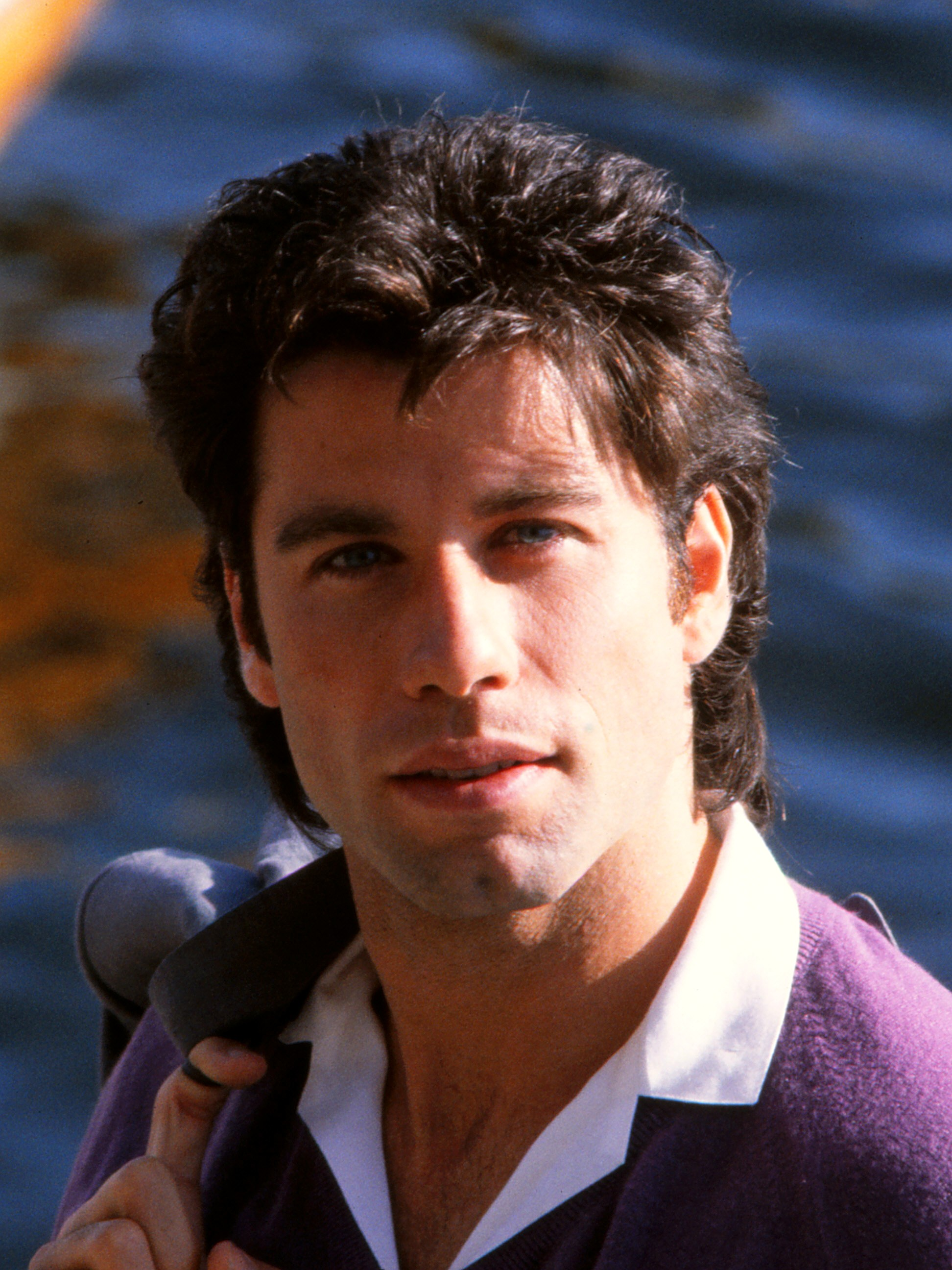
El video musical de la canción está inspirado en el actor John Travolta y algunos de sus filmes como Saturday Night Fever.

Madonna decidió utilizar algunos de los bailarines de su gira anterior, como Daniel «Cloud» Campos, Miss Prissy y Sebastien Foucan, todos ellos miembros del elenco de Rize. Foucan practica el parkour, un deporte filosófico francés que involucra desplazarse de manera ininterrumpida, ya sea sobre, debajo, a través o alrededor de los objetos. Renck dijo: «no es sobre la música, sino acerca de la expresión corporal, [...] queríamos mostrar todos los aspectos [del baile callejero], ya sea krumping, breakdance, jazz o disco». Pese a que no podían grabarlo en varios puntos del mundo, Madonna quería que el video tuviera una «sensación de omnipresencia», mientras que en la sección final se generara una sensación de congregación. Renck sugirió incluir una radiocasetera, usada como símbolo de unidad entre todos y todo, dado que fue mediante estos aparatos que inició el baile callejero. Aunque algunas de las escenas se desarrollan en ciudades como Londres, París, Nueva York, Los Ángeles, Shanghái y Tokio, en realidad fue filmado en locaciones en Los Ángeles y Londres. Un suburbio londinense fue arreglado para semejarse a uno parisino donde se ejecutó la rutina de parkour, mientras que un restraurante del Barrio Chino de Londres fue utilizado para la secuencia de Shanghái. Las escenas de los bailarines fueron filmadas a principios de octubre de 2005 en menos de un día, aunque terminarlo se llevó más de seis días.
Madonna aclaró que el video era un tributo a John Travolta y sus pasos de baile en general. La coreografía estuvo inspirada por algunas películas de Travolta como Saturday Night Fever (1977), Grease (1978) y Perfección (1985). Madonna se había roto ocho huesos en un accidente a caballo semanas antes de la filmación. De ahí que le tomara tres horas filmar los movimientos dirigidos por el coreógrafo Jamie King. Renck dijo,

«Fue una verdadera soldado, [...] ¡Acababa de caerse de un caballo! [Madonna dijo] "Si fueras un verdadero coreógrafo, dirías que no puedo levantar mi brazo izquierdo más alto" — y era como, ¿Qué será, una diferencia de 20 cm? [...] Pero cuando decía "duele un ch----", tomaba un descanso y se sentaba por dos minutos. [Madonna replicaba] "¡Me rompí las costillas, acuérdate!" No me puedo imaginar bailando así. Hablando de prioridades».

La cantante también estuvo involucrada en el proceso de edición, al trabajar como la supervisora de edición de Renck. Madonna quería un clip con un estilo documental que le permitiera mostrarse de una manera más realista. Respecto a la realización del video de «Hung Up», Renck dijo que fue un trabajo demasiado grande para sobrellevar, «es como si formaras esta pequeña familia que florece y prospera durante todo un mes, y después simplemente lo cortas como un árbol, [...] sales con una sensación de anhelo y deseo, algo como "¿podemos hacerlo otra vez?, ¿por favor?"». En los MTV Video Music Awards 2006, recibió cinco nominaciones, incluyendo Mejor video femenino, Video dance, Video pop, Mejor coreografía y Video del año, aunque no ganó ninguno.
El video inicia con Madonna entrando a un estudio de ballet con una radiocasetera, la enciende y la canción empieza a sonar. Vestida con un leotardo rosa, comienza a cantar al ritmo de la música mientras realiza ejercicios de calentamiento. La escena se intercambia con la de un grupo de personas en la calle que empiezan a bailar cuando escuchan la canción en una radiocasetera similar. También se muestran tomas de practicantes del parkour, mientras escalan edificios y brincan por las escaleras. A medida que la canción avanza, Madonna baila alrededor del estudio de ballet, mientras que los bailarines de la calle abordan un taxi llevando consigo la radiocasetera. Estas escenas se intercalan con otras de personas bailando en un restaurante chino y en las calles de París. Mientras tanto, Madonna termina sus ejercicios en el estudio de ballet, arroja su toalla, se cambia de ropa y sale a la calle. Por su parte, los bailarines bajan del taxi para tomar el tren subterráneo; luego de una rutina dentro del vagón, la música del intermedio comienza. Madonna aparece en imágenes intermitentes al lado de bailarines en una pista de baile y montando la radiocasetera. Cuando la melodía principal reinicia, Madonna y los bailarines de la calle aparecen bailando en una Dance Dance Revolution al interior de un salón de arcade. El video termina con una toma de Madonna descansando en el piso del estudio de ballet.

## Presentaciones en directo

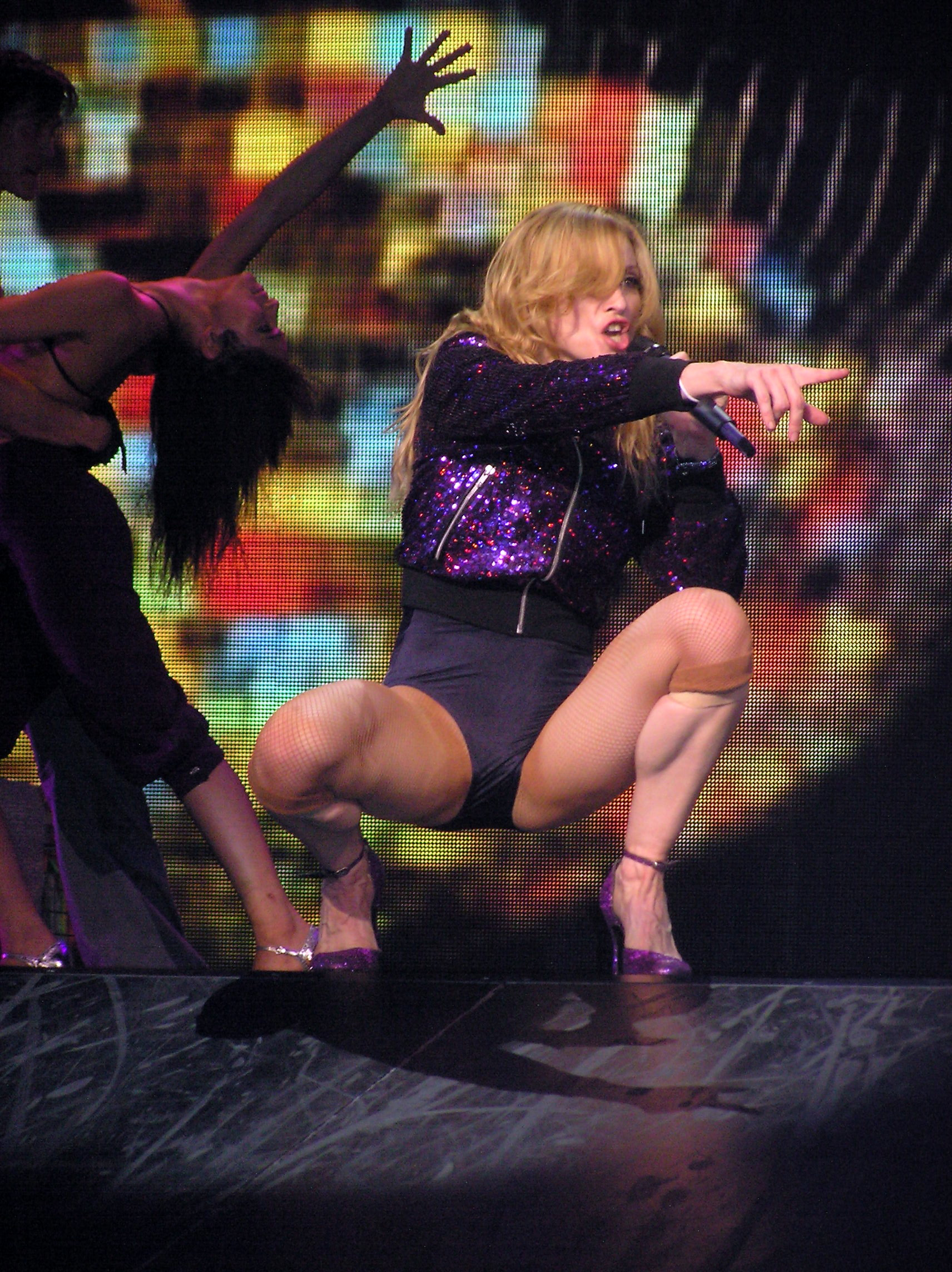
Madonna interpreta «Hung Up» como la última canción del Confessions Tour, gira que realizó en 2006.

Madonna abrió las ceremonias de premiación de los MTV Europe Music Awards 2005 y los Grammys de 2006 con «Hung Up». También presentó el tema en el Festival de Música y Artes de Coachella Valley en Indio, California, y fue elegida para finalizar el concierto de Live Earth en Londres. Además, la cantante lo incluyó en su repertorio de sus tres últimas giras mundiales.
En los MTV Europe Music Awards, Madonna emergió de una bola de disco para cantar «Hung Up» vestida con un leotardo púrpura y unas botas de cuero del mismo color. Para los Premios Grammy, Madonna se presentó acompañada de la banda animada Gorillaz. La agrupación apareció ante el público gracias a una técnica tridimensional que proyectó sus hologramas en el escenario, de este modo interpretaron «Feel Good Inc.» junto al rapero De La Soul como artista invitado. Después de esto, Madonna apareció sobre el escenario y comenzó a interpretar la canción mientras intercambiaba lugares con los hologramas de la banda. Más tarde se le unió su propio grupo de bailarines y el resto de la presentación se llevó a cabo en el escenario principal, no en la pantalla virtual.
Madonna cantó la canción como parte de una campaña promocional para el álbum Confessions on a Dance Floor en los clubes londinenses como el Koko Club y G-A-Y. La presentación fue similar a la de las premiaciones,: vestía una chaqueta púrpura, pantalones cortos de terciopelo y botas altas. «Hung Up» fue escogida para ser el número de cierre del Confessions Tour, presentándose al final del segmento disco de la gira. Este iniciaba cuando sus bailarines ejecutaban una rutina de parkour por todo el estadio mientras sonaba el sample de ABBA, dándole tiempo a Madonna para cambiar su vestuario blanco por un leotardo púrpura. Mientras la música continuaba, ella y sus bailarines aparecían en el centro del escenario y comenzaba a cantar. Durante el segundo verso, se quitaba sus lentes de sol y su chaqueta para dirigirse al frente del escenario donde aparecía una radiocasetera y Madonna bailaba alrededor de ella. La melodía principal comenzaba de nuevo al mismo tiempo que cientos de globos caían sobre el público. Después, Madonna alentaba a la audiencia para cantar con ella mientras realizaba un pequeño concurso para ver cuál lado del estadio cantaba más fuerte. Finamente, Madonna cantaba I'm tired of waiting for you mientras la pantalla de fondo mostraba la frase Have You Confessed?. The New York Times comparó este espectáculo con los de Ethel Merman y Slant Magazine comentó que el número recordaba la habilidad de Madonna para encapsular al público como parte de su presentación. El tema se incluyó en la grabación de la gira The Confessions Tour.
La canción también se añadió al repertorio de la gira promocional del álbum Hard Candy en 2008. Madonna usaba un vestido negro brillante, con pantalones deportivos Adidas y botas altas con tacón. «Hung Up» era el cuarto tema en el repertorio, y fue remezclada con un estilo heavy metal para la ocasión.
Luego de que terminara el tema «4 Minutes», Madonna agarraba su guitarra eléctrica y tocaba los primeros acordes de «(I Can't Get No) Satisfaction» de The Rolling Stones. Luego preguntaba al público si pensaron que habían ido a un concierto de The Rolling Stones. Cuando respondían que no, comenzaba la música de «Hung Up», dedicada para aquellos que habían esperado durante horas en la fila por un boleto para el concierto. Más tarde, declaró que el ruido y las notas de la guitarra simbolizaban cómo sonaba la espera en los cerebros de todos aquellos que habían esperado en la fila. Ese mismo año, durante el Sticky & Sweet Tour, la canción formó parte del segmento futurista del espectáculo. Madonna vestía un atuendo con estilo robótico futurista diseñado por Heatherette, con placas metálicas en sus hombros y una peluca de cabello largo y rizado. Al inicio sonaba una versión similar de heavy metal de «Hung Up» que más tarde daba paso a la melodía de ABBA. Antes de comenzar a tocar, cantaba una versión a capela de alguno de sus antiguos éxitos elegidos por alguien del público, mayoritariamente «Express Yourself» y «Like a Virgin», para después hacer ruidos con la guitarra eléctrica. Sin embargo, en algunos conciertos en Estados Unidos, la cantante utilizó esos sonidos para atacar a Sarah Palin, la candidata republicana a la vicepresidencia de ese país. Dijo: «Me gustaría expresar lo que pienso de Sarah Palin justo ahora. [Ruidos de guitarra] Este es el sonido de Sarah Palin pensando. [...] Sarah Palin no puede venir a mi fiesta. Sarah Palin no puede venir a mi espectáculo. No es nada personal».  La interpretación terminaba con Madonna simulando fumar un cigarrillo y gritando desafinadamente al micrófono dando paso a la música de «Give It 2 Me», el número final en el concierto. Se lo incluyó en la grabación de la gira de nombre homónimo e incorporó elementos de «4 Minutes» y «A New Level» de la banda Pantera. En la etapa de 2009 de la gira, «Frozen» lo reemplazó.
Madonna también agregó a «Hung Up» en su repertorio para la gira de 2012 The MDNA Tour como parte del segmento religioso del concierto. Después de interpretar un fragmento de «Papa Don't Preach», varios bailarines vestidos como guerreros tribales rodeaban a la cantante y la cargaban al centro del escenario, al tiempo que la melodía de «Hung Up» comenzaba. Vestida con mayones, cinturón y una chaqueta tipo torero negros, Madonna interpretaba la canción junto a sus bailarines, además de caminar sobre una cuerda sostenida en medio del escenario. La melodía fue remezclada para resaltar los elementos de percusión, dejando el sample de ABBA solo para el último verso y con algunos elementos de «Girl Gone Wild» en ella. Después de bajar de la cuerda, Madonna se arrastraba a tomar su guitarra eléctrica y comenzaba a tocar «I Don't Give A».

## Recepción crítica

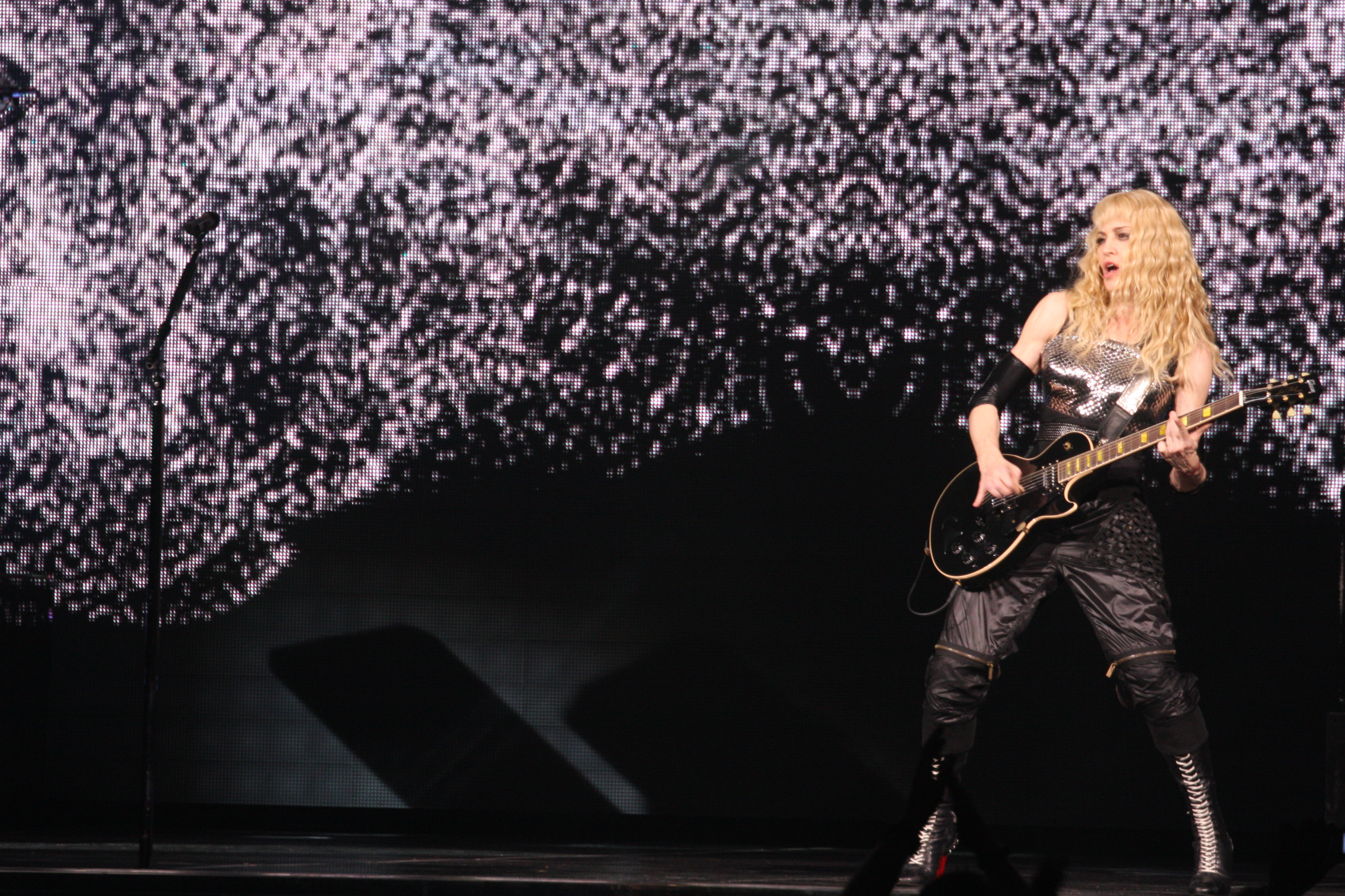
Madonna, acompañada de su guitarra eléctrica, interpreta «Hung Up» durante el Sticky & Sweet Tour de 2008.

Tras su publicación, «Hung Up» recibió críticas generalmente positivas por parte de la prensa especializada, quienes elogiaron sus características simples pero efectivas. Mientras reseñaba Confessions on a Dance Floor, Keith Caulfield de Billboard calificó el tema como «una pista esponjosa». En la misma publicación, Chris Tucker explicó que «Madonna regresa con una canción que restaurará la fe entre sus súbditos, seguidores de la música pop y comentaristas de radio». Del mismo modo, Jon Pareles de The New York Times dijo que Madonna mantuvo su toque pop en «Hung Up», la que describió como «una canción de amor que es alegre pero a la vez triste». Alan Light de Rolling Stone dijo que la melodía estaba «cubierta de caramelo». Por su parte, David Browne de Entertainment Weekly se impresionó con el sencillo y dijo que «"Hung Up" muestra que tan fácilmente [Madonna] puede explotar la petulante adolescente que hay en su interior». Sal Cinquemani de Slant Magazine la comparó con la remezcla de «What You Waiting For?», de Gwen Stefani. Ed Gonzalez de la misma publicación nombró al tema como el «éxito más grande de su carrera» y Margaret Moser de The Austin Chronicle dijo que «suena y retumba» junto con otra pista del álbum, «Forbidden Love». Peter Robinson de The Guardian comentó que «Hung Up» es «[su] sencillo comercial más maravilloso desde mediados de los años 1980». Sin embargo, en el mismo diario, Alexis Petridis dijo que «la canción solo pudo haber sido más exagerada si se le añadían unas voces de fondo inspiradas por Liza Minnelli y una letra que hablara de Larry Grayson».
Ben Williams de la revista New York escribió que la pista «sonaba palpitante pero a la vez melancólica». De manera similar, Christian John Wikane de PopMatters destacó el tema como «una pista propulsiva». Alan Braidwood de la BBC, la calificó como «llena de dance, oscura, disco, divertida, grande» y la comparó con otros temas de Madonna como «Vogue», «Deeper and Deeper» y «Ray of Light». Tom Bishop, también de la BBC, comentó que Madonna había reivindicado su carrera o estaba «meramente lanzando una última fiesta dance para sus fans de años antes de sentarse a seguir grabando más material sedante». En una crítica más negativa, Jason Shawhan de About.com comentó que el tema tenía «mucho de ABBA en ella por su propio bien», pero continuó diciendo que «la única razón por la que puedo pensar que este fue escogido como el primer sencillo fue por la campaña de Motorola. Está lejos de ser una mala canción, tiene energía y un buen ambiente, pero no está cerca de ser una de las mejores canciones del disco». En el mismo sitio web, Bill Lamb dijo que el sample de ABBA sonaba completamente «fácil» como muchos de los mejores éxitos dance de Madonna. Además, aseguró que «es una nota de amor entusiasta para los mayores fans de Madonna, aquellos chicos del club quienes invaden la pista de baile cada vez que oyen las notas palpitantes de un clásico de Madonna, y los DJ que no pueden parar de tocar sus discos. "Hung Up" enviará a estos fans al éxtasis, y también suena bien en la radio». Thomas Inskeep de Stylus Magazine declaró que «Hung Up» y el sencillo siguiente, «Sorry», «tal vez no contengan el mismo elemento callejero de las canciones más antiguas de Madonna como "Physical Attraction" o "Burning Up", pero tienen el mismo modus operandi al estar diseñados para bailar toda la noche». Finalmente, Rob Harvilla de The Village Voice la describió como «un ejercicio de jazz triunfante».
Los escritores de Slant Magazine clasificaron a «Hung Up» en el número treinta y seis en su lista Lo mejor de los años 2000: Sencillos, diciendo que: «Emplea el tic-tac del reloj para representar el miedo al tiempo perdido, pero Madonna no está cantando sobre la edad o salvar al mundo — está hablando de amor. Han pasado años desde que Madge no sonaba así de insípida. Con estas vocales tan agudas, el sample pegadizo de "Gimme! Gimme! Gimme! (A Man After Midnight)" de ABBA, y el cambio de tonalidad arquetípico y sin ironías del puente, la pista apunta decididamente hacia el pasado, y probó que, tras 20 años de carrera, Madonna es la única e inigualable Reina del Baile».

## Recepción comercial

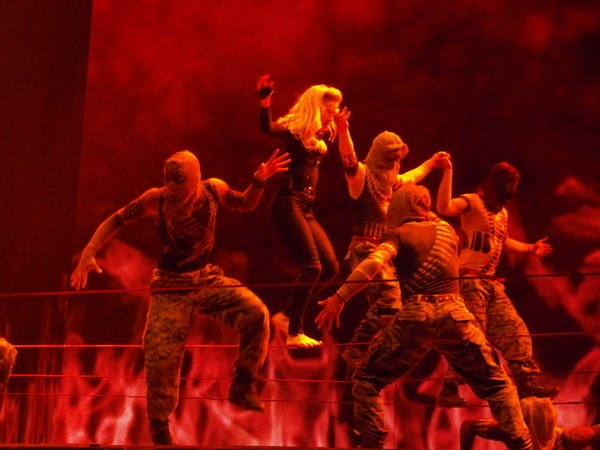
Madonna y sus bailarines caminando sobre una Cuerda floja durante la interpretación de «Hung Up» en su gira The MDNA Tour, en 2012.

«Hung Up» llegó al número uno en las listas de 41 naciones, por lo que ganó un lugar en la edición de 2007 del Libro Guinness de los Récords como la canción que llegó al número uno en la mayor cantidad de países. También es uno de los sencillos más vendidos de todos los tiempos, con ventas que rebasan los nueve millones de copias. En los Estados Unidos, «Hung Up» debutó en el puesto veinte del Billboard Hot 100 en la edición del 5 de noviembre de 2005. Se convirtió en el debut más alto para uno de sus sencillos desde que «Ray of Light» entró a la lista en el número cinco en 1998. En la misma semana, entró en el Hot Digital Songs en el número seis, además de hacer el debut más alto de la semana en el Pop 100 Airplay, donde debutó en el puesto treinta y ocho. El 7 de diciembre de 2005, el sencillo llegó al número siete del Hot 100, la posición más alta que alcanzó en la lista, después de subir siete puestos respecto a la semana anterior. El tema obtuvo la mayor cantidad de descargas digitales en la semana, por lo que ascendió a la cima del Hot Digital Songs. Con este sencillo, Madonna empató con Elvis Presley al obtener treinta y seis sencillos dentro del top 10, aunque años más tarde Madonna superó el récord de Elvis. «Hung Up» debutó en los puestos veinticinco y diez del Hot Dance Club Play y el Hot Dance Airplay, respectivamente; en algún momento, llegó a la cima de las dos listas. En 2010, fue nombrada como la canción dance más exitosa de la década de 2000 en Estados Unidos, al colocarse en el número uno del Dance/Club Play Songs Decade-end. Finalmente, en el Pop 100 logró escalar hasta el puesto siete. El 18 de agosto de 2008, el sencillo fue certificado con un disco de platino por la Recording Industry Association of America por sobrepasar el millón de copias vendidas. En abril de 2010, había vendido más de 1,2 millones de descargas digitales solo en Estados Unidos.
En Australia, el sencillo debutó en la cima del Australian Singles Chart del 14 de noviembre de 2005, reemplazando a Kylie Minogue como la solista con más sencillos número uno en esa nación. Apareció en la lista durante veintitrés semanas, además de que fue ceritifcada con un disco de platino por la Australian Recording Industry Association (ARIA) por ventas superiores a las 70 000 copias. También llegó al número uno del Canadian Hot 100 y fue certificado dos veces disco de platino por la Canadian Recording Industry Association (CRIA), por distribuir el equivalente a 160 000 copias. «Hung Up» debutó en el puesto sesenta y siete en las listas de popularidad francesas, y la siguiente semana escaló hasta el puesto número uno. En Irlanda, el 10 de noviembre de 2005 el tema debutó en el número dos, siendo el debut más alto de la semana. En Nueva Zelanda, debutó en el número trece el 14 de noviembre de 2005. La siguiente semana ascendió al número dos, el mayor avance de la semana, pero nunca pudo avanzar al número uno gracias al sencillo de Kanye West, «Gold Digger».
En el Reino Unido, «Hung Up» debutó en el número uno del UK Singles Chart del 13 de noviembre de 2005, dándole a Madonna su decimoprimer sencillo número uno en el país. Permaneció en las listas por veintinueve semanas. Según Official Charts Company, la canción ha vendido 730 000 unidades en el Reino Unido para abril de 2019. El sencillo también llegó al número uno del Eurochart Hot 100 Singles donde saltó del puesto setenta y tres a la cima de la lista el 21 de noviembre de 2005. «Hung Up» también alcanzó el primer puesto en casi todas los mercados europeos incluyendo Austria, Bélgica (Flanders y Valonia), Dinamarca, Finlandia, Alemania, Italia, Países Bajos, Noruega, España, Suecia y Suiza. Bill Lamb, de About.com, colocó al tema en el séptimo puesto en Top 40/Pop de la cantante. Bill Lamb, de About.com, colocó al tema en el séptimo puesto en Top 40/Pop de la cantante. En 2016, los lectores del sitio Digital Spy eligieron a «Hung Up» como la mejor canción pop del siglo XXI.

## Formatos
| Estados Unidos - Vinil 12" |                                                   |          |  |
| N.º                        | Título                                            | Duración |  |
| 1.                         | «Hung Up» (Versión álbum)                         | 5:38     |  |
| 2.                         | «Hung Up» (SDP Extended Vocal)                    | 7:57     |  |
| 3.                         | «Hung Up» (Bill Hamel Remix)                      | 6:58     |  |
| 4.                         | «Hung Up»                                         | 7:57     |  |
| 5.                         | «Hung Up» (Chus & Ceballos Remix)                 | 10:21    |  |
| 6.                         | «Hung Up» (Tracy Young's Get Up And Dance Groove) | 9:03     |  |

| Europa - CD sencillo |                                                        |          |  |
| N.º                  | Título                                                 | Duración |  |
| 1.                   | «Hung Up» (Euro Radio Version with Vocal fade-out)     | 3:23     |  |
| 2.                   | «Hung Up» (Tracy Young's Get Up And Dance Groove Edit) | 4:16     |  |
| 3.                   | «Hung Up» (SDP Extended Vocal)                         | 7:57     |  |

| Reino Unido - Vinil 12" |                                                         |          |  |
| N.º                     | Título                                                  | Duración |  |
| 1.                      | ««Hung Up» (Versión álbum)                              | 5:38     |  |
| 2.                      | ««Hung Up» (SDP Extended Dub)                           | 7:57     |  |
| 3.                      | ««Hung Up» (SDP Extended Vocal)                         | 7:57     |  |
| 4.                      | ««Hung Up» (Tracy Young's Get Up And Dance Groove Edit) | 4:51     |  |

| Norteamérica y Europa - Maxi-CD |                                                        |          |  |
| N.º                             | Título                                                 | Duración |  |
| 1.                              | «Hung Up» (USA Radio Version)                          | 3:23     |  |
| 2.                              | «Hung Up» (SDP Extended Vocal)                         | 7:57     |  |
| 3.                              | «Hung Up» (Tracy Young's Get Up and Dance Groove Edit) | 4:15     |  |
| 4.                              | «Hung Up» (Bill Hamel Remix)                           | 6:58     |  |
| 5.                              | «Hung Up» (Chus & Ceballos Remix)                      | 10:21    |  |
| 6.                              | «Hung Up» (SDP Extended Dub)                           | 7:57     |  |

| Francia, Japón y Australia - CD sencillo |                                                        |          |  |
| N.º                                      | Título                                                 | Duración |  |
| 1.                                       | «Hung Up» (Radio Version)                              | 3:23     |  |
| 2.                                       | «Hung Up» (Tracy Young's Get Up and Dance Groove Edit) | 4:15     |  |
| 3.                                       | «Hung Up» (SDP Extended Vocal)                         | 7:57     |  |

## Créditos y personal
- Composición y producción – Madonna, Stuart Price
- Composición del sample – Benny Andersson, Björn Ulvaeus
- Diseño de portada – Giovanni Bianco
- Imagen digital – Lorenzo Irico (Pixelway NYC)
- Administración – Angela Becker, Guy Oseary
- Fotografía – Steven Klein
- Estilista y maquillaje – Andy LeCompte

Fuente:

## Posicionamiento en listas
| País (lista)                              | Posición |
| ----------------------------------------- | -------- |
| Alemania (Media Control Charts)           | 1        |
| Australia (ARIA)                          | 1        |
| Austria (Ö3 Austria Top 40)               | 1        |
| Bélgica - Flanders (Ultratop 50)          | 1        |
| Bélgica - Valonia (Ultratop 40)           | 1        |
| Canadá (Canadian Singles Chart)           | 1        |
| Dinamarca (Tracklisten)                   | 1        |
| España (Promusicae)                       | 1        |
| Estados Unidos (Billboard Hot 100)        | 7        |
| Estados Unidos (Dance/Club Play Songs)    | 1        |
| Estados Unidos (Pop 100)                  | 7        |
| Europa (European Hot 100)                 | 1        |
| Finlandia (Mitä hittiä)                   | 1        |
| Francia (SNEP)                            | 1        |
| Hungría (Rádiós Top 40)                   | 1        |
| Irlanda (Irish Singles Chart)             | 2        |
| Italia (FIMI)                             | 1        |
| Noruega (VG-lista)                        | 1        |
| Nueva Zelanda (RIANZ)                     | 2        |
| Países Bajos (Dutch Top 40)               | 1        |
| Reino Unido (UK Singles Chart)            | 1        |
| República Checa (Rádio Top 100 Oficiální) | 1        |
| Rusia (Russian Airplay Chart)             | 1        |
| Suecia (Sverigetopplistan)                | 1        |
| Suiza (Schweizer Hitparade)               | 1        |

| Lista (2005)                       | Posición |
| ---------------------------------- | -------- |
| Alemania (Media Control Charts)    | 18       |
| Australia (ARIA)                   | 49       |
| Austria (Ö3 Austria Top 40)        | 12       |
| Bélgica - Flanders (Ultratop 50)   | 28       |
| Bélgica - Valonia (Ultratop 40)    | 7        |
| Francia (SNEP)                     | 10       |
| Hungría (Rádiós Top 40)            | 63       |
| Irlanda (Irish Singles Chart)      | 13       |
| Italia (FIMI)                      | 2        |
| Nueva Zelada (RIANZ)               | 39       |
| Países Bajos (Dutch Top 40)        | 9        |
| Reino Unido (UK Singles Chart)     | 8        |
| Suecia (Sverigetopplistan)         | 11       |
| Suiza (Schweizer Hitparade)        | 18       |
| Lista (2006)                       | Posición |
| Alemania (Media Control Charts)    | 11       |
| Australia (ARIA)                   | 38       |
| Austria (Ö3 Austria Top 40)        | 11       |
| Bélgica - Flanders (Ultratop 50)   | 55       |
| Bélgica - Valonia (Ultratop 40)    | 42       |
| Estados Unidos (Billboard Hot 100) | 91       |
| Hungría (Rádiós Top 40)            | 10       |
| Italia (FIMI)                      | 8        |
| Países Bajos (Dutch Top 40)        | 88       |
| Suecia (Sverigetopplistan)         | 43       |
| Suiza (Schweizer Hitparade)        | 10       |

| Lista (2000–2009)                      | Posición |
| -------------------------------------- | -------- |
| Alemania (Media Control Charts)        | 22       |
| Estados Unidos (Dance/Club Play Songs) | 1        |

## Certificaciones
| País           | Certificación |
| -------------- | ------------- |
| Alemania       | 3× Oro        |
| Australia      | Platino       |
| Bélgica        | Platino       |
| Canadá         | 2× Platino    |
| Dinamarca      | 3× Platino    |
| Estados Unidos | Platino       |
| Francia        | Oro           |
| Reino Unido    | 2× Platino    |
| Suecia         | 3× Platino    |
| Suiza          | Platino       |

## Premios y nominaciones
El sencillo «Hung Up» fue nominado en distintas ceremonias de premiación. A continuación, una lista con algunas de las candidaturas que obtuvo la canción:
| Año  | Ceremonia de premiación          | Premio                    | Resultado | Ref.    |
| ---- | -------------------------------- | ------------------------- | --------- | ------- |
| 2006 | Echo Awards                      | Éxito del año             | Ganador   | [ 123 ] |
| 2006 | International Dance Music Awards | Mejor video dance         | Ganador   | [ 124 ] |
| 2006 | International Dance Music Awards | Mejor canción pop/dance   | Ganador   | [ 124 ] |
| 2006 | MTV Australia Video Music Awards | Mejor video dance         | Nominado  | [ 125 ] |
| 2006 | MTV Australia Video Music Awards | Canción del año           | Nominado  | [ 125 ] |
| 2006 | MTV Australia Video Music Awards | Video del año             | Nominado  | [ 125 ] |
| 2006 | MTV Video Music Awards           | Mejor coreografía         | Nominado  | [ 126 ] |
| 2006 | MTV Video Music Awards           | Mejor video dance         | Nominado  | [ 126 ] |
| 2006 | MTV Video Music Awards           | Mejor video femenino      | Nominado  | [ 126 ] |
| 2006 | MTV Video Music Awards           | Mejor video pop           | Nominado  | [ 126 ] |
| 2006 | MTV Video Music Awards           | Video del año             | Nominado  | [ 126 ] |
| 2006 | MuchMusic Video Awards           | Mejor video internacional | Nominado  | [ 127 ] |
| 2006 | Premios Oye!                     | Canción del año en inglés | Nominado  | [ 128 ] |

## Historial de lanzamientos
| País           | Fecha                   | Formato          | Ref.    |
| -------------- | ----------------------- | ---------------- | ------- |
| Mundial        | 17 de octubre de 2005   | Ringtone         | [ 5 ]   |
| Mundial        | 17 de octubre de 2005   | Radio            | [ 5 ]   |
| Europa         | 7 de noviembre de 2005  | CD sencillo      | [ 81 ]  |
| Japón          | 7 de noviembre de 2005  | CD sencillo      | [ 84 ]  |
| Australia      | 7 de noviembre de 2005  | CD sencillo      | [ 84 ]  |
| Mundial        | 15 de noviembre de 2005 | Descarga digital | [ 129 ] |
| Estados Unidos | 17 de noviembre de 2005 | Maxi CD          | [ 83 ]  |
| Europa         | 17 de noviembre de 2005 | Maxi CD          | [ 83 ]  |
| Estados Unidos | 22 de noviembre de 2005 | Vinil 12"        | [ 80 ]  |
| Reino Unido    | 22 de noviembre de 2005 | Vinil 12"        | [ 82 ]  |